# Kaloula picta
Kaloula picta és una espècie de granota de la família dels microhílids. Es distribueix per les illes més grans de les Filipines. És una espècie abundant, especialment durant l'estació humida. El seu volum poblacional es manté estable.
Usualment viu en hàbitats humanitzats com àrees amb agricultura, rases, basses artificials i llacs. Els capgrossos es desenvolupen en aquests llocs. D'aquesta manera, no està sotmesa a grans amenaces, llevat de la predació i competència d'espècies invasores.